# Werner Illing
Werner Illing (* 12. Februar 1895 in Chemnitz; † 24. Juni 1979 in Esslingen am Neckar) war ein deutscher Schriftsteller, Drehbuchautor und Filmregisseur.

## Leben
Nach dem Schulbesuch nahm er als Funker am Ersten Weltkrieg teil und kehrte 1918 im Rang eines Leutnants zurück. Er studierte Germanistik in Frankreich und an der Universität Graz. Bereits in dieser Zeit verfasste er Gedichte, Geschichten, Erzählungen und Dramen. 1921 erschien durch Förderung von Albert Soergel seine erste Publikation Vor Tag.
1922 brach er sein Studium ab, weil sein Vater gestorben war, und kehrte nach Chemnitz zurück, wo er die elterliche Firma übernahm. In seiner Freizeit war er weiterhin schriftstellerisch tätig und gründete einen Sprech- und Bewegungschor. 1925 gab er den Geschäftsführerposten in der Firma auf und wurde freier Mitarbeiter der Vossischen Zeitung in Berlin. 1928–1929 lebte er als Auslandskorrespondent des Blattes in der Provence und in Paris. Seit 1927 war er zudem Mitarbeiter der Mitteldeutschen Rundfunk AG in Leipzig. Ab 1929 war er Sendeleiter für Musik und Unterhaltung zum Berliner Deutschlandfunk. Er übersetzte für den Ullstein Verlag zahlreiche Romane von Ellery Queen aus dem Englischen. In dieser Zeit verfasste er auch zwei utopische Romane, von denen Utopolis als „proletarische Utopie“ viel beachtet wurde.
1939 bis 1945 war er wieder Soldat. Nach dem Zweiten Weltkrieg zog er nach Stuttgart um, war ab 1949 hauptsächlich für den Süddeutschen Rundfunk tätig und schrieb auch Bühnenstücke (Die große Flut, 1947).
Seine Kurzgeschichte Der Herr vom anderen Stern diente als Grundlage für das Drehbuch für den Film Der Herr vom andern Stern mit Heinz Rühmann in der Hauptrolle.
Außerdem war er an den Drehbüchern der Filme Das Lied der Wüste (1939), Martina (1949) und Die Mitternachtsvenus (1951) beteiligt.
Er starb im Alter von 84 Jahren in Esslingen am Neckar.
Mit seiner Frau Irmgard hatte er die Tochter Renée (1926–1958), die Grafikerin wurde und von 1951 bis zu ihrem Tod mit Klaus von Dohnanyi verheiratet war.

## Ehrungen
- 1966: Verdienstkreuz 1. Klasse der Bundesrepublik Deutschland

## Werke
- 1921: Vor Tag. Dichtungen
- 1930: Utopolis. Roman
- 1931: Der blaue Stern. Roman
- 1936: Don Perico. Der Herr der zinnernen Berge. Roman
- 1948: Zirkus Bertolin. Roman
- 1949: Das Spiel der Könige. Erzählungen
- 1949: Madame Reignier. Roman
- 1962: Pariser Equipagen-Corso. Eine Kutschfahrt aus dem 18. ins 19. Jahrhundert.
- 1974: Die großen Entdeckungen. Jugendsachbuch
- 1974: Tanz zwischen Dämmerung und Nacht. Roman
- 1987: Die Gesänge des alten Indianers bei Sonnenaufgang auf der Prärie. (herausgegeben von Joachim Ruf)
- 2005: Utopolis und andere phantastische Geschichten (herausgegeben von Franz Rottensteiner)

Übersetzungen (alle von Ellery Queen)
- 1931: Schön ist ein Zylinderhut
- 1932: Das gerissene Schuhband
- 1935: Besuch in der Nacht
- 1936: Frauen um John Marco
- 1937: Die Dame mit dem Schleier
- 1938: Besuch am letzten Tag